# Varanus kingorum
Varanus kingorum là một loài thằn lằn trong họ Varanidae. Loài này được Storr mô tả khoa học đầu tiên năm 1980.